# إدوارد ك. سوليفان
إدوارد ك. سوليفان (بالإنجليزية: Edward C. Sullivan)‏ هو سياسي أمريكي، ولد في 31 مارس 1934. حزبياً، نشط في الحزب الديمقراطي. وقد انتخب عضو جمعية ولاية نيويورك.